# Vought VE-7 Bluebird
Il Lewis & Vought VE-7 Bluebird era un aereo da addestramento biposto sviluppato nel 1918 dall'azienda statunitense Lewis & Vought per l'U.S. Army Air Service. All'inizio degli anni venti venne adottato come caccia imbarcato sulle portaerei dell'U.S. Navy. Nel 1922 ne venne tratta una versione idroricognitore imbarcato sulle navi da battaglia.

## Storia del progetto
Nell'aprile 1917 gli Stati Uniti dichiararono guerra alla Germania. La società Lewis & Vought Corporation di Long Island, New York, fu costituita il 18 luglio 1917 da Birdseye B. Lewis e Chauncey Milton Vought ad Astoria, New York. In quello stesso mese il Congresso statunitense stanziò la somma di 640 milioni di dollari destinati all'acquisto di velivoli militari. Nel novembre dello stesso anno l'Aircraft Production Board richiese lo sviluppo di un moderno velivolo biposto da addestramento, destinato alla formazione dei piloti militari.
Il primo progetto elaborato nell'inverno 1917 dall'ufficio tecnico della società, in risposta al requisito militare, fu un addestratore biposto in tandem, designato VE-7. L'aereo, disegnato da Chauncey Milton Vought con l'aiuto del professor Alexander Klemin, era modellato sul disegno dei migliori velivoli europei dell'epoca. Il propulsore prescelto per equipaggiare il velivolo fu il motore V8, raffreddato a liquido, Hispano-Suiza 8, prodotto su licenza dalla Wright, erogante 150 CV. Tale motore era impiegato a quel tempo sui caccia francesi SPAD.
All'inizio del 1918 il Bureau of Aircraft Production, diretto da John D. Ryan, autorizzò la costruzione del prototipo del VE-7. Il velivolo volò per la prima volta nel marzo 1918, e fu sottoposto a comparazione diretta con altri sette prototipi presso il McCook Field di Dayton, Ohio. Le prestazioni riscontrate durante i collaudi risultarono le migliori tra i velivoli da addestramento dell'epoca, paragonabili ai migliori aerei da caccia del tempo.
Il Bureau of Aircraft Production prese in considerazione l'aereo come velivolo da caccia, chiedendo l'elaborazione di due versioni distinte, la VE-7A a corto raggio, e la VE-7B a lungo raggio, entrambe armate con una mitragliatrice montata sopra il posto di pilotaggio. Nel maggio 1918 il Signal Corps ordinò alla Lewis and Vought la produzione di 14 velivoli, da costruirsi però presso l'Aircraft Division del McCook Field.
Nell'ottobre 1918 il generale William L. Kenly, comandante del neocostituito Department of Military Aeronautics emise un ordine di produzione per 1 000 esemplari da costruirsi presso tre aziende aeronautiche. Pochi giorni dopo l'ordine venne elevato dallo stesso generale Kenly a 3 000 esemplari. Due settimane dopo tuttavia la guerra finì, e il contratto di produzione fu annullato nello stesso mese di novembre. Alla data della cancellazione dell'ordine risultavano costruiti solamente cinque o sei velivoli dell'ordine iniziale di 14 esemplari, quattro di produzione Springfield e due McCook Field. Nonostante le massicce cancellazioni di acquisti, dovute alla fine del conflitto, l'U.S. Army Air Service continuò ad interessarsi all'aereo. Nel 1919 il progettista Chauncey Milton Vought si recò presso il McCook Field, dove incontrò il supervisore delle officine Jack Harding. Dalla collaborazione tra i due nacque la decisione di installare sull'aereo, al fine di adeguare le sue prestazioni, un motore Hispano Model E erogante 180 hp.

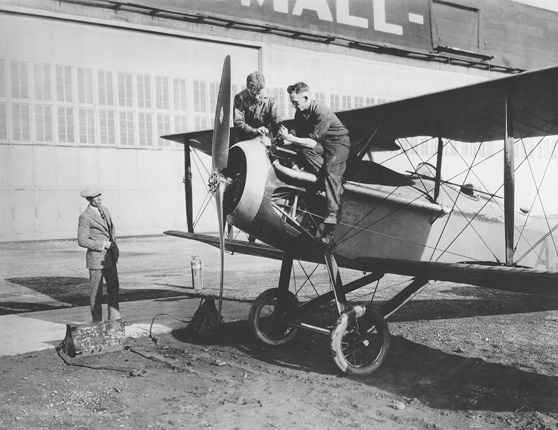
Meccanici al lavoro su un VE-7.

## Impiego operativo
Nel luglio del 1919 questa versione venne proposta all'U.S. Navy, che si dimostrò subito interessata al velivolo. Il 1º novembre 1919 venne emesso un ordine di produzione relativo a 20 velivoli, designati VE-7, 10 destinati all'U.S. Navy e dieci all'U.S. Marines Corps. Questi velivoli montavano un propulsore Wright-Martin-Hispano Type I da 250 CV. Il primo esemplare venne consegnato sulla NAS Anacostia il 27 maggio 1920, e l'ultimo il 3 marzo 1921. Il primo esemplare consegnato venne successivamente dotato di un'elica a passo variabile Sea Dart e poi trasformato nel prototipo della versione VE-7H. Successivamente venne ordinato un secondo lotto di 20 esemplari. Ben presto seguirono ulteriori ordini di produzione, tanto che la piccola ditta Lewis & Vought Co. non riuscì ad organizzarsi e dovette appaltare parte della produzione alla Naval Aircraft Factory.

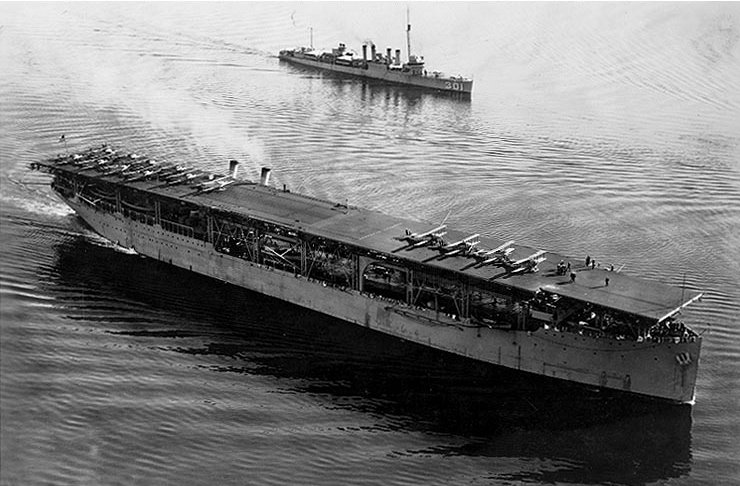
VE-7 sul ponte della portaerei statunitense USS Langley.

La versione VE-7 andò ad equipaggiare due Squadron da caccia dell'U.S. Navy, i VF-1 e VF-2. Il 17 ottobre 1922 un esemplare di VE-7, pilotato dal Tenente Virgil C. Griffin, effettuò il primo decollo da parte di un aereo dell'U.S. Navy dal ponte di una portaerei (si trattava della USS Langley). I Vought VE-7S da caccia furono gli aerei da combattimento di prima linea dell'U.S. Navy per diversi anni, con tre esemplari ancora assegnati alla portaerei Langley nel 1927. Tutti i velivoli furono ritirati dal servizio l'anno successivo.
In totale furono costruiti 145 VE-7.

### Vought VE-9
La successiva versione idrovolante da ricognizione imbarcata a galleggiante centrale, con due galleggianti stabilizzatori sotto le semiali, fu designata VE-9 e venne consegnata all'U.S. Navy a partire dal 24 giugno 1922. Si trattava essenzialmente di un miglioramento del precedente VE-7, con la maggior parte delle modifiche effettuate nella zona di alimentazione del propulsore. Ne vennero ordinati 27 esemplari per l'U.S. Army Air Service e 21 (matricole A-6461/6481) per l'U.S. Navy. Di questi ultimi quattro erano in versione disarmata da osservazione, dotata di galleggianti, destinata all'imbarco sulle navi da battaglia.

## Versioni
- VE-7: versione del 1918 per l'U.S. Army Air Service, costruita in 20 esemplari (matricole AS 19897/19902, AS 64310/64316, AS40072)[1], più due costruiti presso il McCook Field[1], ed altri quattro presso la Springfield Co.[1]), 20 (matricole A5661/5680) e 16 VE-7 (prodotti dalla Naval Aircraft Factory, matricole A-5956/5971) l'U.S. Navy.
- VE-7A: progetto di una versione da caccia a corto raggio[15], non realizzata.
- VE-7B: progetto di una versione da caccia a lungo raggio[15], non realizzata.
- VE-7F: versione costruita in 29 esemplari nel 1921 per U.S. Navy, dotata di propulsore Wright E-3 da 180 hp.
- VE-7G: un esemplare convertito da VE-7 nel 1921 (1921) per l'U.S. Marine Corps, e 23 convertiti da VE-7 per l'U.S. Navy. Equipaggiati con propulsore Hispano E da 180 hp, erano armati con una mitragliatrice anteriore sincronizzata Vickers da 7,7 mm, ed una posteriore brandeggiabile Lewis da 7,62 mm.
- VE-7GF: un esemplare idrovolante a galleggianti convertito sperimentalmente da VE-7 nel 1921
- VE-7H: versione idrovolante costruita in 9 esemplari per l'U.S. Navy nel 1924[16], equipaggiati con propulsore Hispano E da 180 hp
- VE-7S: un esemplare ricavato per conversione di un VE-7 (matricola A5695) nel 1925, dotato di propulsore Hispano E da 180 hp
- VE-7SF: versione da caccia, dotata di galleggianti, costruita in 11 esemplari per l'U.S. Navy nel 1925, equipaggiati con propulsore Hispano E da 180 hp
- VE-7SH: un esemplare idrovolante ricavato per conversione di VE-7SF.
- VE-8: versione da caccia, costruita in piccola serie a partire dal 1918. Quattro ordinati dall'U.S. Army l'11 ottobre 1918, di cui due cancellati. Questo modello era dotato di propulsore Wright-Hispano H erogante 340 hp, apertura alare ridotta a 9,4 m (31 ft), superficie alare aumentata a 28,5 m² (307 ft²), velocità massima di 230 km/h (140 mph), peso massimo al decollo incrementato a 1 104 kg (2 435 lb), armamento su due mitragliatrici Vickers da 7,7 mm[17].
- VE-9: due esemplari ricavati per conversione da VE-7 nel 1921[18]. Avevano velocità massima di 192 km/h (119 mph), e raggiungevano una quota di tangenza massima di 5 740 m (18 840 ft).
- VE-9: versione costruita in 27 esemplari per l'U.S. Army e 21 per l'U.S. Navy. a partire dal 1927[19].
- VE-9H: quattro esemplari disarmati di una versione idrovolante da osservazione, prodotti nel 1927. Si trattava di velivoli lanciabili da catapulta, e imbarcati sulle navi da battaglia dell'U.S. Navy. Avevano modifiche all'impennaggio verticale per migliorare il lancio dalla catapulta e la stabilità in acqua[17].
- VE-9W: versione cancellata.
- Una replica del Vought Ve-7 Bluebird è stata completata all'inizio del 2007 dai volontari della Vought Aircraft Heritage Foundation.

## Utilizzatori
Stati Uniti
- United States Army Air Service
- United States Navy
- United States Marine Corps
  - United States Marine Corps Aviation

### Periodici
- (FR) Alain Pelletier, Le première chasseurs embarqués amèricains, in Le Fana de l'Aviation, n.495, Clichy, Editions Lariviere Publishing, febbraio 2011,  pp. 62-71.